# 角形狸藻
角形狸藻（学名：Utricularia cornigera）為狸藻屬多年生大型食虫植物。2009年，米洛斯拉夫·斯图德尼奇卡（Miloslav Studnička）基于多年研究，发现该类群与肾形狸藻（U. reniformis）的分布范围存在明显差别。角形狸藻存在于巴西东南部的Serra dos Órgãos，而该地不存在肾形狸藻。在种植栽培中，角形狸藻曾被归于肾形狸藻下，其栽培种名称为大姐狸藻（U. 'Big Sister'）。角形狸藻与肾形狸藻的区别在于，角形狸藻的种子萌发后具6至8片原始叶。此外，角形狸藻具两种不同类型的捕虫囊，且一般其叶片较大型。